# ジュラルミン

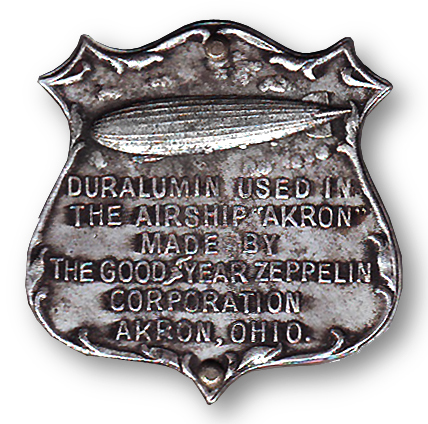
飛行船アクロンの廃ジュラルミン材で造ったオーナメント

ジュラルミン（英語: Duralumin）とは、アルミニウムと銅、マグネシウムなどによるアルミニウム合金の一種。

## 歴史
1903年頃からドイツ中西部のデューレンに住むアルフレート・ヴィルムは、鋼と同じように他の金属でも適当な元素を添加して焼入れを行えば硬さが増すと考え、実験を繰り返したもののまったく硬くはならなかった。薬莢の材料として従来は銅と亜鉛の合金の黄銅を用いていたが、ヴィルムは「もっと軽いアルミニウムを銅と混ぜたらよいのではないか」という発想から4%の銅を混ぜたアルミニウム合金を考えた。1906年9月のある土曜日、ヴィルムは銅4%とマグネシウム0.5%を含むアルミニウム合金を焼入れし、月曜日に硬さを測定したところ、合金は著しく硬くなっていた。これが金属の時効硬化現象の発見である。

### ジュラルミンの工業生産
この合金は、1909年にデューレナー・メタルヴェルケ社から銅4.2 %、マグネシウム0.5 %、マンガン0.6 %を含む組成のアルミニウム合金「ジュラルミン」として発売された。デューレナー・メタルヴェルケ社50年史（1935年）によれば、ジュラルミンとは地名のデューレンとアルミニウムの合成語とする説と、ラテン語で「硬い」を意味する「durus」とアルミニウムの合成語とする説がある。
この頃に始まったモノコック成形に最適で、高い耐破断性を持つうえに超軽量であるうえ、第一次世界大戦の前夜というタイミングでもあり、1910年代にはツェッペリンの骨組みに採用された。
日本では、1916年（大正5年）に住友伸銅所（住友金属工業、住友軽金属工業を経て現・UACJおよび日本製鉄）でジュラルミンの研究が開始された。そのきっかけは1916年にロンドンに出撃して撃墜されたツェッペリンの骨材をロンドン駐在の海軍監督官が入手して持ち帰ったことによる。海軍艦政本部は住友伸銅所に分析を依頼して航空機用アルミニウム合金の開発に着手し、金属片の分析や英国金属学会誌の文献をもとに試作研究が繰り返され、1919年（大正8年）頃には工場試作品が完成するまでに至った。その残材の一部は現存しており、住友軽金属の後身であるUACJの技術開発研究所で保管されている。1921年（大正10年）には住友伸銅所でジュラルミンの工業生産が開始され、翌年には中島式ブレゲー型飛行機B-6型の構造体に国産ジュラルミンが使用された。

### 超ジュラルミンの開発
1928年、アルコア社はケイ素を添加した14S（銅0.4 %、マグネシウム0.4 %、ケイ素0.9 %、マンガン0.8 %のアルミニウム合金）を開発した。
さらに1931年、アルコア社はマグネシウム含有量を増加した24S（銅4.5 %、マグネシウム1.5 %、マンガン0.6 %のアルミニウム合金）を開発した。
1920年代当時はジュラルミンの強度を超える合金を超ジュラルミンと呼んでいたが、24Sの開発後は24Sが超ジュラルミンと呼ばれるようになった。
1943年、アルコア社は 24Sに対しマグネシウムなどの添加量を変えた 75S（後のA7075）を開発。

### 超々ジュラルミンと戦後
1936年（昭和11年）に住友金属工業は超々ジュラルミン（ESD）を開発し、帝国陸海軍の軍用機にもESDほかのジュラルミン材が多用された。
もっとも、ジュラルミンには水（特に海水）に対する耐食性に問題があり、飛行艇の底面や水上機のフロート（舟）の喫水下部分には、「銅を含まないアルミニウム材」や、ある程度の重量増と引き換えにアルクラッド材を使用せねばならなかった。
第二次世界大戦後、GHQによる航空産業の禁止で余剰となったジュラルミン部材が、川崎航空機と縁の深い川崎車輌（川崎重工業を経て現・川崎車両）が製造を担当した国鉄向け新製鉄道車両（国鉄63系電車や国鉄オロ40形客車）の外板や内装材などに使われたが、耐食性が低い材料であるにもかかわらず、63系電車の場合はクリアラッカーで仕上げがなされた（無塗装説は間違いで、下塗りは無し）ことや、オロ40形を含む車体は鋼製の骨組みであったことが原因し、水密性の悪い場所から入り込んだ水分や湿気によって骨材と外板の間で局部電池が形成されることによる腐食が進行したことから、製造後わずか7 - 8年程度で全鋼製車体に置き換えられた。
東京駅丸の内駅舎の戦災復興の際には、その軽量さからドーム部の骨組にジュラルミン材が使用された。

## 種類

### 規格
ジュラルミンには、日本産業規格（JIS）で
- A2017 - ジュラルミン
- A2024 - 超ジュラルミン
- A7075 - 超々ジュラルミン

の3種類がある。
A2017とA2024は、JIS規格では2000系合金と呼ばれる系統に属し、主にアルミニウムと銅の合金である。一方、A7075は同様に7000系合金と呼ばれる系統で、主にアルミニウムと亜鉛・マグネシウム・銅の合金であり、アルミニウム合金の中で最高の強度を誇る。特徴としては3種とも切削性に富むが、耐食性・溶接性に劣る。7000系には、他に溶接に向いているA7N01がある。A7N01は、溶接構造用として銅を含まない、いわゆる三元合金として知られている。
アルミニウムは軽量であるが、純アルミニウム（1000系）の強度は大きくない。これに種々の元素を加えてアルミニウム合金としたうえで熱処理（溶体化処理・時効硬化処理・焼きなまし）などを加えることにより、強度・成形性そのほかの性質を調整することを、調質という。

### 表記
例：A7075P-T651
最初のAはアルミニウム合金を示し、続く4桁の数字は合金分類を示す。第1位の数字は合金系を、第3・4位の数字は個々の合金の識別を示す。第2位の数字は0が基本合金を、1以降の数字は基本合金の改良または派生合金であることを示す。ただし、日本で開発され、国際アルミニウム合金に相当する合金が見出せない場合は、第2位目の数字に変えてNを記す。その代表例が、新幹線など鉄道車両の構体に使用されるA6N01や、自動車のバンパー補強材に使用されるA7N01である。4桁の数字に続いて附される1 - 3個のローマ字は、材料の形状および製造条件を示す。
- P - 板・条・円板
- PC - 合わせ板
- H - 箔
- BE - 押出棒
- BD - 引抜棒
- TW - 溶接管
- FD - 型打鍛造品
- FH - 自由鍛造品

ハイフンに続くTを冠した数字は、材料の調質を示す識別記号であり、基本記号は
- F - 製造のままのもの
- O - 焼なまししたもの
- H - 加工硬化したもの
- W - 溶体化処理したもの
- T - 熱処理によって、F、O、H、以外の安定な質別にしたもの

の5種類に分けられ、その後の1 - 3桁の数字でさらに細分化できる。

## 現代での使用例
その強度と軽さから家屋の窓枠、航空機、ケース，矢などの材料に利用される（ジュラルミンケース）。また、一部の携帯電話の端末本体の装飾にも用いられる（2008年現在、au 向けのソニー・エリクソン・モバイルコミュニケーションズ製端末「W62S」がこれに該当する）場合もある。